# Crying at the Discoteque
"Crying at the Discoteque" – singel eurodance’owego zespołu Alcazar promujący jego debiutancki album studyjny pt. Casino. Wydany we wrześniu 2001 roku. Utwór sampluje przebój Sheili B. Devotion "Spacer" z roku 1979.

## Zawartość singla
1. "Radio Edit" – 3:50
2. "Extended Version" – 4:58
3. "DeTox Dub Mix" – 6:29
4. "Pinocchio Tesco Mix" – 4:47